# Isla Lennox
La isla Lennox es un territorio insular del sur de Chile, en el sector sudeste del archipiélago de Tierra del Fuego, en el extremo austral de América del Sur. Se sitúa sobre el mar de la Zona Austral al sur de la isla Picton, y al este de la isla Navarino de quien la separa el paso Goree. Hacia el noreste se encuentra la isla Nueva, separada por la bahía Oglander. Pertenece administrativamente a la comuna de Cabo de Hornos, Provincia Antártica Chilena, XII Región de Magallanes y de la Antártica Chilena. La posesión de la isla fue el centro del Conflicto del Beagle entre Chile y la Argentina.

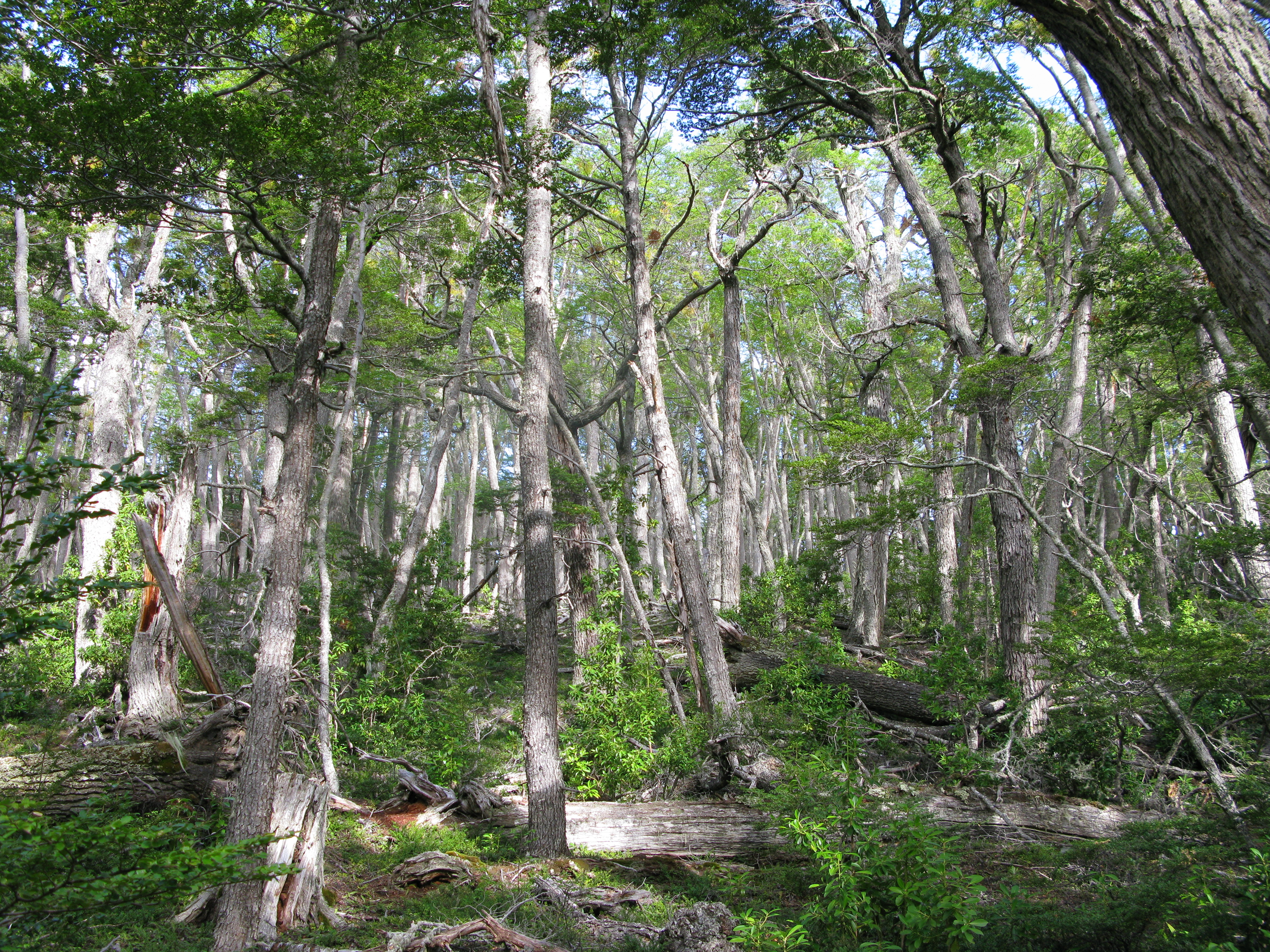
El bosque de lengas domina en los sectores de mayor altitud de la isla Lennox.

## Toponimia
El nombre en idioma yagán con que los yaganes identificaban a la isla Lennox era: «Imien». El primer nombre de toponimia europea fue «Terhalten», término en idioma neerlandés dado en 1624 por el vicealmirante Schapenham de la escuadra holandesa de Nassau. Posteriormente fue desplazado por el nombre en inglés y actual: «isla Lennox». 
En el año 1995, aunque sin éxito, se propuso cambiar su nombre por el de «isla Coronel Videla», con el objeto de trocar toda la toponimia europea no castellana por nombres en castellano o de personalidades destacadas de la historia de Chile.

## Características geográficas
La isla Lennox es un territorio insular del sector sudeste del archipiélago de Tierra del Fuego, en el extremo austral de América del Sur. Es de fisonomía casi circular, primitivamente boscoso, muy húmedo, con turberas, serranías, y valles glaciales. Durante muchas décadas fue utilizada como fundo ovino. En su interior corren varias cadenas de cerros, los que rematan en costas acantiladas, lo que la torna casi inabordable por falta de playas.
Su punto de mayor altitud es un cerro de 513 m s. n. m. También destacan hacia el este un cerro de 253 m s. n. m., y hacia el norte otro de 468 m s. n. m. Cuenta con algunas caletas que ofician de puertos naturales, destacando la caleta del Oro, situada entre la península Carmen y la punta Carolina, el extremo sudeste de la isla, la cual mira hacia el océano Atlántico. De las lagunas que posee la isla Lennox destaca en especial una situada en su sector oeste por ser la mayor —de 1,3 km de largo— la cual posee algunas islas en su interior, y otra localizada en su extremo este, inmediatamente detrás de las casas de la «Alcaldía de Mar Lennox», de 1,1 km de largo por 600 m de ancho. Hacia el norte, interpuesta entre esta isla y la isla Grande de Tierra del Fuego, se encuentra la isla Picton. Entre esta última y Lennox se extiende la bahía Oglander, en donde arranca el Paso Picton, brazo marino secundario del canal de Beagle. El frente norte de lennox está circunscrito entre la punta Raquel —el extremo nordeste, con la isla Raquel a 1,5 km hacia el sudeste—, y la punta Norte —el extremo noroeste—. Toda la costa oeste de Lennox, desde la punta Norte hasta la punta Mary —el extremo sudoeste de Lennox— es bañada por las aguas del paso Goree, el cual la separa de la isla Navarino. La punta Mary mira hacia la enorme bahía Nassau, la cual baña por el oeste las costas orientales de la lejana isla Hoste. Hacia el sudeste de isla Lennox se desprenden varios islotes e islas también chilenos como todos los que rodean a Lennox, destacando los islotes Mafuil, la isla Ormeño, y la isla Luff, la más elevada —pues llega a los 130 m s. n. m.— y grande —con 2,8 km de largo—. Estas islas, junto con Lennox, están separadas de la isla Nueva y de la pequeña isla Augustus —o Augusto— por el paso Richmond. Hacia el sur se sitúan las islas Terhalten y Sesambre, distanciadas a 11 y 12,6 km respectivamente de Lennox, y más lejos la isla Evout, a 24 km de Lennox.
Los suelos de la isla Lennox son del tipo de los Distrocrieptes, del orden de los Inceptisoles. Posee una superficie de 171,5 km², un largo máximo de 16,3 km, un ancho máximo de 14,8 km, y un perímetro de 54 km. El centro de la isla se sitúa en las coordenadas: 55°17'9.31"S 66°57'0.51"O.

### Clima
En la isla Lennox, la temperatura media anual es de 6 °C, con escasa oscilación térmica anual. Las precipitaciones, que en invierno suelen ser en forma de nieve, están repartidas equitativamente a lo largo del año sumando un total que ronda los 550 mm, pero, si bien parecerían exiguas, a causa de la constante temperatura baja se tornan suficientes para convertir a la isla Lennox en un territorio de clima húmedo; también ayuda para ello el alto promedio de días con alguna precipitación, siendo también alto el número de días nublados o brumosos. Puede haber nevadas en cualquier época del año, aunque son particularmente copiosas en el invierno austral.
Fuertes vientos desde el cuadrante oeste, originados en el Pacífico, suelen azotar la isla Lennox, razón por la cual los árboles desprotegidos de las tempestades crecen siguiendo la dirección del viento, lo cual hace que, en razón de su forma, sean llamados "árboles-bandera" por la inclinación que son forzados a tomar.
En la clasificación climática de Köppen, el clima de la isla Lennox es del tipo templado, húmedo todo el año, y con verano frío «Cfc». Este clima es llamado también: clima oceánico frío, o subpolar oceánico. Según otros autores es una variante fría del «patagónico húmedo».

## Flora
Fitogeográficamente, buena parte de la isla Lennox se inserta en dos distritos de la Provincia fitogeográfica Subantártica. En los sectores de mayor altitud o alejados a las costas marinas el dominante es el Distrito fitogeográfico Subantártico del Bosque Caducifolio, presentando como especies características a la lenga (Nothofagus pumilio), el ñirre (Nothofagus antarctica), el notro (Embothrium coccineum), etc. En sectores más húmedos, y de baja altitud se presenta el Distrito fitogeográfico Subantártico Magallánico, presentando como especies características al guindo o cohiue de Magallanes (Nothofagus betuloides), el huayo (Maytenus magellanica), el canelo (Drimys winteri), etc.
Posiblemente por el intenso uso de Lennox en la época de los lavaderos de oro, el bosque original fue en buena parte destruido, quedando refugiado sólo en algunos valles. Son frecuentes las comunidades de turbales en sectores empapados de aguas ácidas, las que junto con las temperaturas bajas, reducen al mínimo la acción de microorganismos descomponedores. Son dominados por distintas especies, destacando los musgos, los cuales forman una densa capa superficial. En algunos sectores se presentan la tundra magallánica y los arbustales magallánicos.
La isla es parte de la «Reserva de Biosfera Cabo de Hornos».

### Asignación oceánica
La ubicación oceánica de la isla Lennox fue objeto de debate en el pasado. Según Chile está forma parte del océano Pacífico Sur y para Argentina era una isla atlántica este conflicto acabó luego del laudo Arbitral, en el cual tras Tratado de Paz y Amistad de 1984 ambos países reconocieron la teoría de Chile y la soberanía de este último. 
En el laudo Arbitral, a idéntico resultado a la tesis chilena, arribaron, aunque con algunos reparos, los juristas del laudo Arbitral, tomando al grupo PNL como una unidad. De igual manera la OHI considera por lo menos a Picton y a Nueva al estar dentro del canal Beagle (en su totalidad del Pacífico) la primera en forma completa y la segunda bañada por dichas aguas en el norte y oeste; pero no es muy claro sobre a que océano dicho organismo señala que pertenecen la isla Lennox y los islotes hasta el cabo de Hornos.

## Administración
La isla Lennox es fiscalizada por la Armada de Chile mediante un «Alcalde de Mar» quien, en este caso, está al mando de la «Alcaldía de Mar Lennox». La misma pertenece a la Tercera Zona Naval, «Distrito Naval Beagle» (DISNABE), con sede en Puerto Williams. Allí está el Puerto Base de los Patrulleros de Servicio General PSG 73 “Aspirante Isaza” y “Sibbald”, los cuales son los buques encargados de reaprovisionarla de víveres y elementos básicos, generalmente cada 2 o 3 meses. También realizan mantenimiento de la infraestructura de la misma, de la señalización marítima distribuida en la isla, al tiempo que fiscalizan los barcos pesqueros que se encuentran en sus aguas. Cada Alcalde de Mar vive allí junto a su grupo familiar por un período de un año. Su tarea principal es el resguardo de la soberanía chilena en la región, el control de las aguas jurisdiccionales y la salvaguarda y rescate de la vida humana en el mar.

## Historia

### Habitantes originales de isla Lennox y primeros encuentros con occidentales

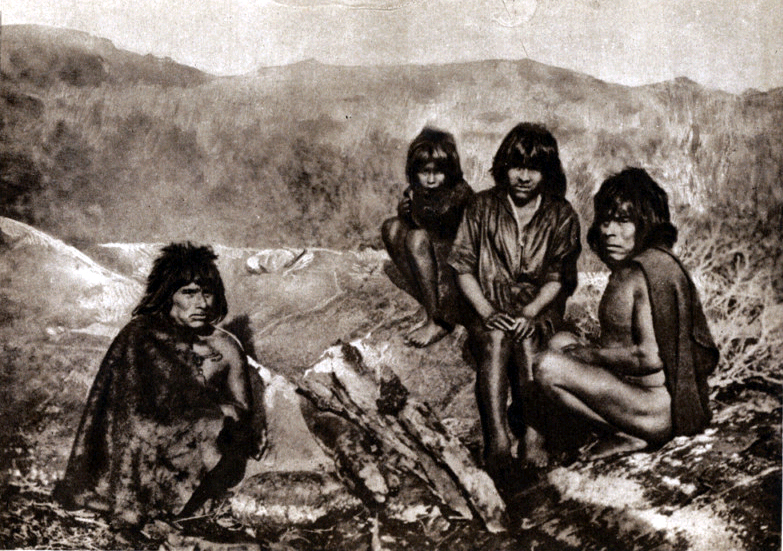
Familia yagán; los habitantes originales de la isla Lennox.

La isla Lennox era frecuentada por los yaganes o yámanas, su población original, indígenas de cultura canoera. Los primeros encuentros con la cultura occidental se produjeron con el bergantín HMS Beagle al mando de Robert Fitz Roy durante las décadas de 1820 y 1830. En 1888 fue descubierto oro en esta isla, lo que desató el interés económico. Desde 1890 se produjo una invasión en la zona de unos 800 buscadores de oro, que desalojaron a los indígenas. En el año 1891 se construyó una Subdelegación Marítima en la isla Lennox.

### sigloXX
A principios del siglo XX, el oro se agotó y la isla Lennox quedó deshabitada. En la década de 1950 se crea la PP.VV.SS. de «Cutter» en la isla Lennox. La misma recibía asistencia mediante el remolcador «Brito», de alrededor de 200 t. Este puesto de vigilancia naval se creó con el objetivo de: «aﬁrmar la soberanía nacional y ejercer la vigilancia jurisdiccional, y cumplir valiosas tareas de observación meteorológica». En la década de 1960, durante la presidencia de Eduardo Frei Montalva se mejoró la infraestructura de «Caleta Cúter» en la isla Lennox.

## El diferendo sobre la soberanía de la isla Lennox

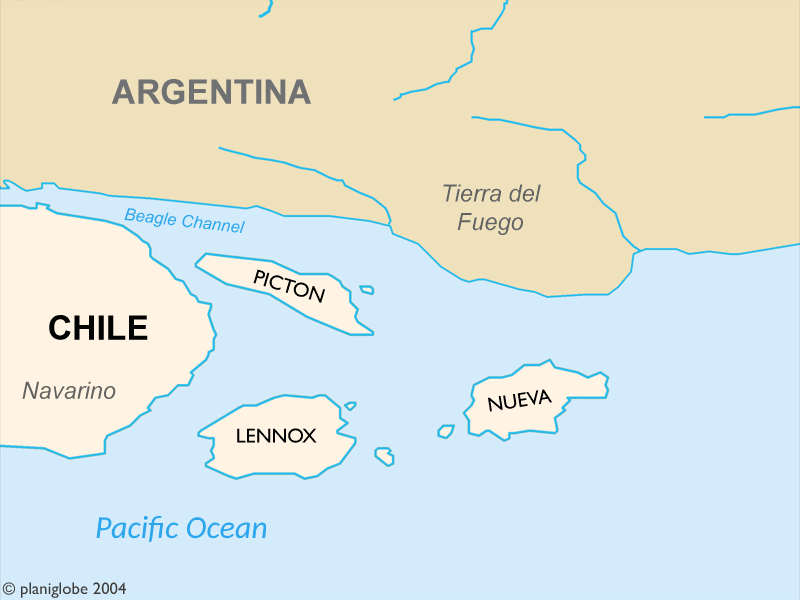
La isla Lennox según su asignación jurídica.

El Conflicto del Beagle es la controversia entre la Argentina y Chile respecto de la soberanía de la isla Lennox y otras islas del canal Beagle. Para resolverlo, en 1971 ambos países solicitaron al gobierno del Reino Unido de Gran Bretaña e Irlanda del Norte, formar una corte arbitral de cinco jueces de la Corte Internacional de Justicia para que se expidiese una resolución formal en relación con su soberanía. La tesis argentina señalaba que de los dos brazos en que se divide el canal al llegar desde el oeste a la isla Picton, se debería considerar como el principal al brazo Picton para trazar el límite, el cual discurre entre esta isla y Navarino, por ser de mayor profundidad que el que el canal Moat, el cual corre entre Picton-Nueva y la isla Grande. La Corte, por medio del Laudo Arbitral de 1977, consideró que no era su atribución establecer cuál de los brazos era el principal curso del Beagle, sino que debía establecer cuál era el curso al que se refiere el Tratado de 1881, inclinándose finalmente por la tesis chilena, la cual estimaba que este era el brazo Moat. Así, se reconoció como chilena la isla Lennox y la totalidad de las islas ubicadas al sur de dicho brazo, más las profundas proyecciones marítimas que el derecho internacional les otorgaba. 
Posteriormente, dicho laudo fue declarado nulo por la Argentina, argumentando múltiples causas, entre la que destacaba el hecho de que la corte decidió sobre el estatus de otros territorios en litigio fuera del área acotada para ser delimitada (otorgándoselos a Chile). Con esta declaración la Argentina intentaba reabrir nuevamente el desacuerdo austral exclusivamente en el plano de la negociación bilateral, para intentar conseguir, bajo la amenazada de una declaración de guerra, conseguir un reparto menos lapidario de los territorios que el laudo reconoció a Chile, especialmente en lo que respecta a la profunda proyección hacia lo que Argentina consideró océano Atlántico que dicho dictamen confería a las islas chilenas, sin embargo, ese sector era considerado Pacífico por Chile de acuerdo a la tesis de delimitación natural entre los océanos Pacífico y Atlántico Sur por el arco de las Antillas Australes postulada por dicho país. Esta creciente tensión llegó, en diciembre de 1978, casi al borde de la guerra, la cual se pudo evitar en el último momento gracias a la mediación del papa Juan Pablo II. Finalmente, tras el retorno de la República Argentina a la democracia y haber aprobado en una consulta popular no vinculante la propuesta papal, ambos países firmaron en 1984 el Tratado de paz y amistad en el cual la Argentina reconoció la soberanía chilena sobre la isla Lennox y otras islas en disputa. Como contrapartida, Chile aceptó limitar la proyección marítima que el derecho internacional otorgó a sus archipiélagos australes.